# Rebeka Stolmár
Rebeka Stolmár (* 26. Februar 1997) ist eine ungarische Tennisspielerin.

## Karriere
Stolmár begann mit sechs Jahren mit dem Tennissport und spielte bisher überwiegend Junioren- und ITF-Turniere. Auf der ITF Women’s World Tennis Tour gewann sie bisher einen Einzel- und sieben Doppeltitel.

## Turniersiege

### Einzel
| Nr. | Datum             | Turnier  | Kategorie | Belag     | Finalgegnerin | Ergebnis      |
| --- | ----------------- | -------- | --------- | --------- | ------------- | ------------- |
| 1.  | 21. November 2021 | Monastir | ITF W15   | Hartplatz | Océane Babel  | 6:4, 5:7, 6:4 |

### Doppel
| Nr. | Datum             | Turnier  | Kategorie   | Belag     | Partnerin            | Finalgegnerinnen                           | Ergebnis         |
| --- | ----------------- | -------- | ----------- | --------- | -------------------- | ------------------------------------------ | ---------------- |
| 1.  | 5. Juni 2015      | Bol      | ITF $10.000 | Sand      | Szabina Szlavikovics | Dea Herdželaš Barbara Kötelesová           | 7:65, 6:0        |
| 2.  | 27. Juni 2015     | Telawi   | ITF $10.000 | Sand      | Szabina Szlavikovics | Federica Arcidiacono Martina Spigarelli    | 6:2, 6:2         |
| 3.  | 17. Oktober 2015  | Antalya  | ITF $10.000 | Hartplatz | Anna Bondár          | Cristina Sánchez-Quintanar Daiana Negreanu | 6:1, 2:6, [10:5] |
| 4.  | 30. November 2015 | Antalya  | ITF $10.000 | Sand      | Anna Bondár          | Sopia Kwazabaia Julyette Steur             | 2:6, 6:4, [10:2] |
| 5.  | 6. Mai 2016       | Győr     | ITF $10.000 | Sand      | Daiana Negreanu      | Maryna Kolb Nadija Kolb                    | 7:64, 6:0        |
| 6.  | 16. Oktober 2016  | Bol      | ITF $10.000 | Sand      | Mariana Dražić       | Lea Bošković Malene Helgo                  | 7:65, 7:65       |
| 7.  | 30. Oktober 2021  | Monastir | ITF W15     | Hartplatz | Mana Ayukawa         | Ma Yexin Ni Ma Zhuoma                      | 6:3, 6:4         |